# Orellana de la Sierra
Orellana de la Sierra è un comune spagnolo di 333 abitanti situato nella comunità autonoma dell'Estremadura.